# Tagma (biologie)

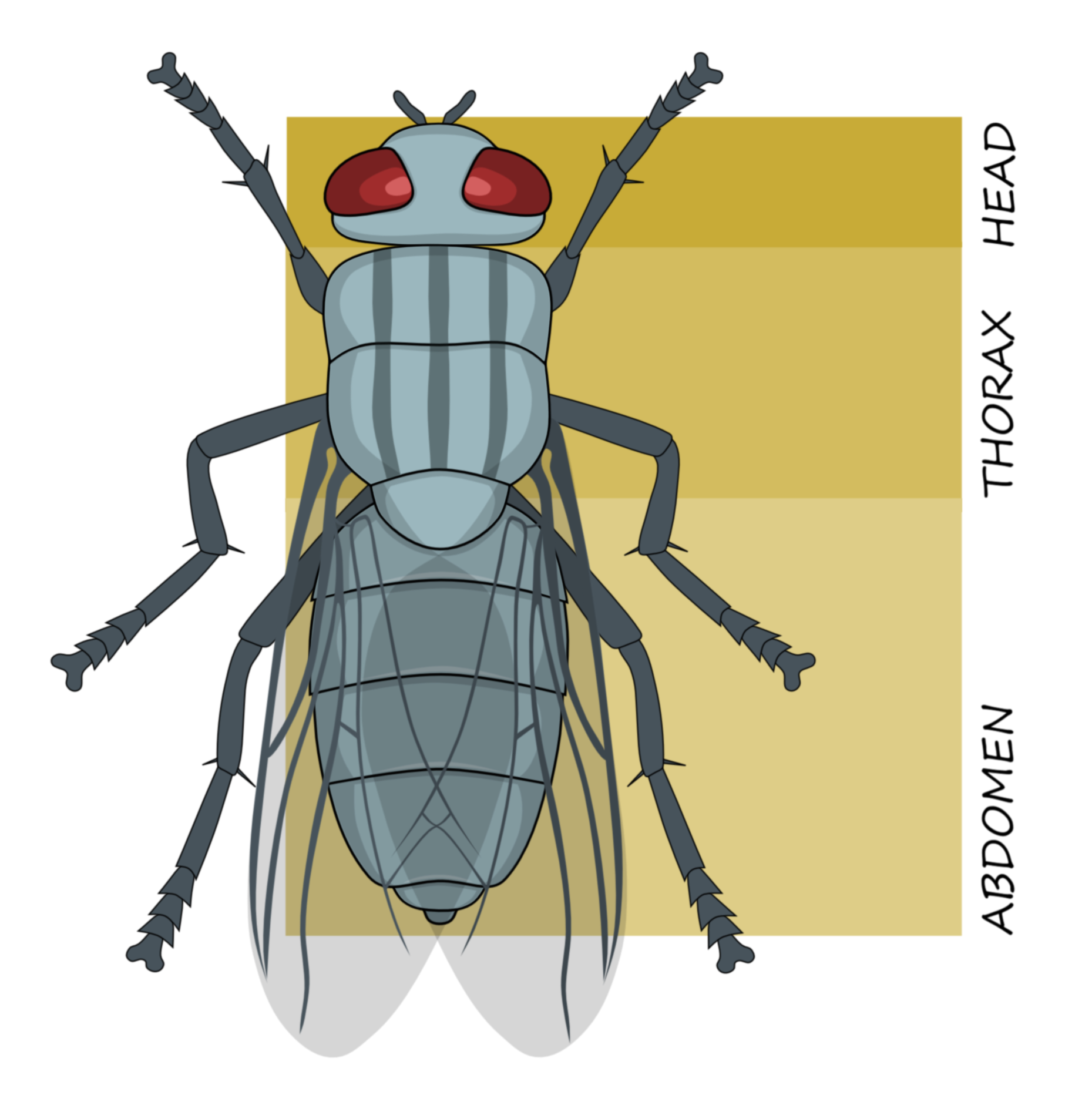
Insecten zijn te verdelen in drie tagmata: een kop, borststuk en achterlijf

Tagmata (enkelvoud tagma, van het Griekse τάγμα) zijn afzonderlijke lichaamsecties in dieren met gesegmenteerde lichamen, die uit verschillende, op dezelfde manier ontwikkelde of gefuseerde segmenten bestaan en meestal een functionele eenheid vormen. De ontwikkeling van functioneel gedifferentieerde lichaamsdelen door specialisatie van segmentgroepen, wordt tagmatisatie of tagmose genoemd. 
Bij geleedpotigen bestaat het eerste tagma altijd uit gefuseerde segmenten en wordt, afhankelijk van zijn functie, de kop (caput), cephalon, prosoma of cephalothorax genoemd. De romp kan uniform worden gesegmenteerd, maar is meestal verdeeld in twee onderscheidbare tagmata. Bij insecten is het lichaam bijvoorbeeld verdeeld in de tagmata "kop" (caput: acron + zes segmenten), "borststuk" (thorax: drie segmenten) en "achterlijf" (elf of minder segmenten + telson).